# Livre des XXIV philosophes

Le Livre des XXIV philosophes (Liber XXIVphilosophorum) est probablement « l'un des textes les plus mystérieux et les plus hermétiques, mais aussi les plus importants de toute l'histoire de la philosophie médiévale et même de l'histoire de la philosophie tout court. ». C'est un écrit anonyme dont la date de rédaction est incertaine, constitué d'une série de 24 définitions de Dieu, suivies chacune d'un bref commentaire et présentées comme les interprétations de 24 philosophes réunis pour débattre de la question. Il en existe 22 manuscrits connus.
On y trouve notamment la formule suivante : « Dieu est la sphère infinie dont le centre est partout et la circonférence nulle part » (définition II). Elle fut reprise par de nombreux auteurs tels que Jean de Meung, Maître Eckhart, Nicolas de Cuse, Rabelais, Giordano Bruno, Robert Fludd, Pascal, Valère Novarina.

## Origine supposée
Le texte proviendrait de l'ouvrage d'Aristote De philosophia, aujourd'hui perdu mais qui était connu au Moyen Âge par l'intermédiaire des Arabes et du milieu tolédan. Il daterait, selon les hypothèses, du IVe siècle (attribution à Victorin l'Africain) ou du XIIe siècle.
On attribue aussi parfois le texte à Hermès Trismégiste.

## 24 définitions de Dieu
I. Dieu est l’unique, engendrant au dehors de lui-même l’unité, renvoyant sur lui-même un
seul éclat de feu
II. Dieu est une sphère sans limite, dont le centre est partout et la circonférence nulle
part
III. Dieu est tout entier en n’importe quel point de lui-même
IV. Dieu est l’esprit qui engendre la raison et garde continuité avec elle
V. Dieu est ce dont rien de meilleur ne se peut concevoir  
VI. Dieu est celui en comparaison de qui la substance est accident et l’accident n’est rien  
VII. Dieu est le premier sans primauté, la procession sans modification et la fin sans
fin
VIII. Dieu est l’amour qui plus on le possède, plus il se cache  
IX. Dieu est, pour lui seul, le présent de tout ce qui appartient au temps  
X. Dieu est celui dont le pouvoir n’est pas nombré, dont l’être n’est pas fermé, dont la
bonté n’est pas bornée  
XI. Dieu est au-dessus de l’étant, nécessaire, seul, à lui-même en abondance, en suffisance  
XII. Dieu est celui dont la volonté est égale tant à la puissance qu’à la sagesse divine  
XIII. Dieu est en soi perpétuité agissante, sans discontinuité ni disposition acquise  
XIV. Dieu est les opposés être et non-être en tant que médiation de ce qui est  
XV. Dieu est la vie dont la voie vers la forme est l’unité, et vers l’unité la bonté  
XVI. Dieu est ce que le propre du langage ne signifie pas à cause de son excellence, comme
les esprits ne le saisissent pas à cause de sa dissemblance
XVII. Dieu est intellect de lui-même, sans recevoir le propre du prédicat  
XVIII. Dieu est une sphère qui a autant de circonférences que de points  
XIX. Dieu est immobile et meut toujours  
XX. Dieu est le seul qui vit de la pensée de lui-même  
XXI. Dieu est ténèbre dans l’âme, celle qui reste après toute lumière  
XXII. Dieu est celui de qui est tout ce qui est, sans division ; grâce à qui cela est, sans modification ; en qui est ce qui est, sans composition
XXIII. Dieu est celui que l’esprit apprend à connaître de sa seule ignorance  
XXIV.
(manque, avec reprise de la définition XXIII)  

## Dieu est la sphère...
On retrouve la célèbre formule sous une forme modifiée dans le Sermon sur la sphère intelligible d’Alain de Lille (1128-1202): « Dieu est la sphère intelligible… ». Selon Alain, elle proviendrait d’Aristote via Cicéron, mais la source n’a jamais été retrouvée. 
Au XIIIe siècle, Thomas of York (en) et au XIVe siècle Giovanni da Ripa amalgament les deux formules. Au XVe siècle, Nicolas de Cues la reprend à son tour, mais remplace significativement « Dieu » par « la machine du monde ». Mais ce sont Rabelais (Tiers livre, ch. XIII et Cinquième livre, ch. XLVII) et Pascal qui assureront sa fortune définitive en la citant à leur tour.